# Pitch Dark
Pitch Dark è il settantottesimo album in studio del chitarrista statunitense Buckethead, pubblicato il 25 febbraio 2014 dalla Hatboxghost Music.
Si tratta del cinquantesimo disco appartenente alla serie "Buckethead Pikes".

## Tracce
Musiche di Buckethead.
1. Pitch Dark – 12:42
2. Drifting Ice – 8:03
3. Water Drops – 9:13

## Formazione
- Buckethead – chitarra, basso, programmazione